# Katie Stevens

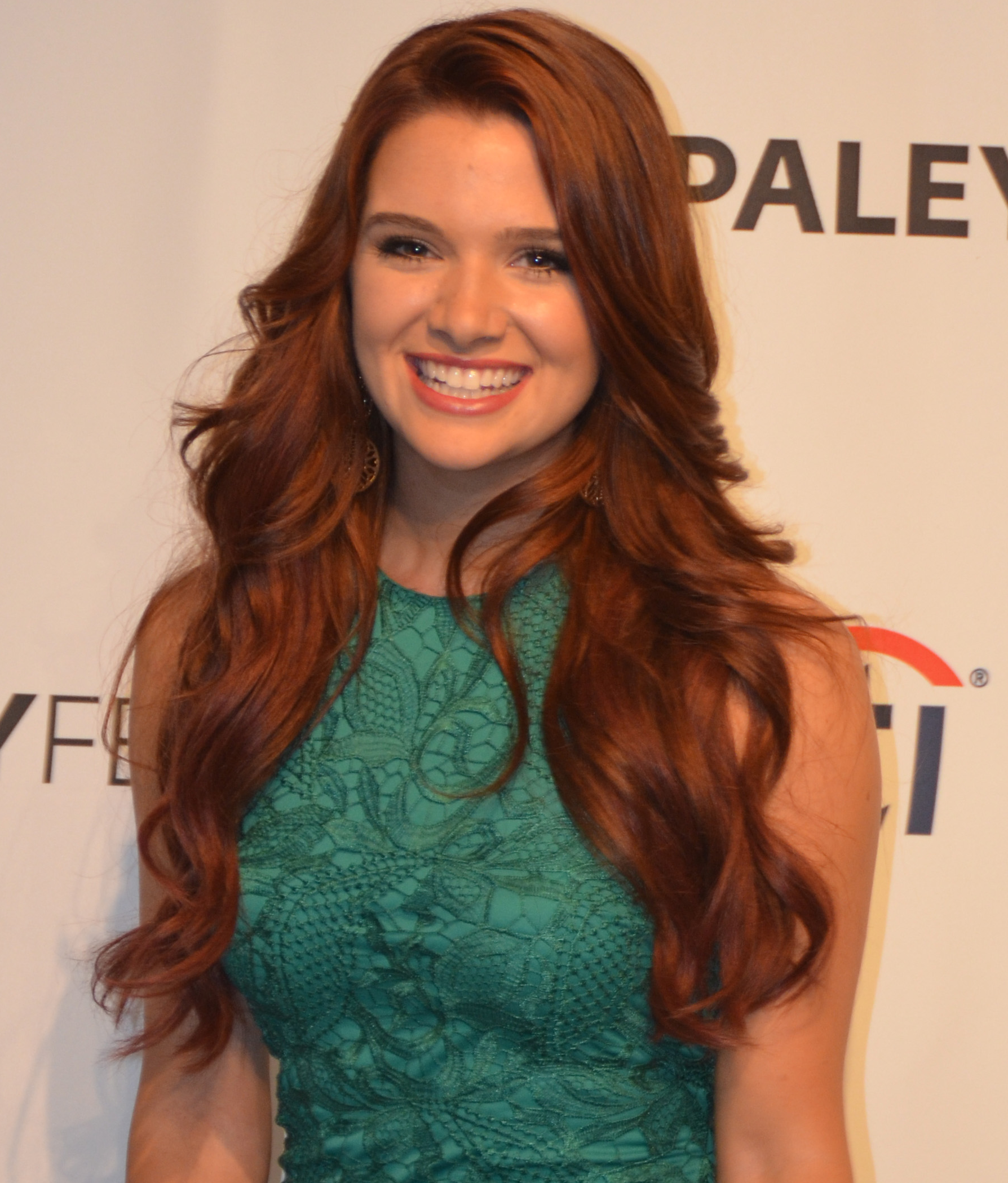
Katie Stevens (2014)

Katie Stevens (ur. 8 grudnia 1992 w Connecticut) – amerykańska aktorka, która wystąpiła m.in. w serialach Faking It, Dziewczyny nad wyraz.

## Filmografia

### Filmy
| Rok  | Tytuł                        | Rola                   | Uwagi       |
| ---- | ---------------------------- | ---------------------- | ----------- |
| 2013 | Running Up That Hill         | dziewczyna na imprezie | krótkometr. |
| 2013 | Bare: A Pop Opera            | Nadia McConnell        |             |
| 2014 | Friends and Romans           | Gina DeMaio            |             |
| 2015 | Jimmy                        | Rachel                 | krótkometr. |
| 2016 | Billy Tupper’s Knockout Bout |                        | krótkometr. |
| 2019 | Polaroid                     | Avery                  |             |
| 2019 | Dom strachów                 | Harper                 |             |
| 2022 | A Christmas Open House       | Melissa Norwood        |             |

### Telewizja
| Rok       | Tytuł                             | Rola            | Uwagi          |
| --------- | --------------------------------- | --------------- | -------------- |
| 2014–2016 | Faking It                         | Karma Ashcroft  | w gł. obsadzie |
| 2015      | I’ll Bring the Awkward            | Alexis Martin   | 1 odcinek      |
| 2015      | CSI: Kryminalne zagadki Las Vegas | Lindsey Willows | 1 odc.         |
| 2017–2021 | Dziewczyny nad wyraz              | Jane Sloan      | w gł. obsadzie |
| 2019      | Dolly Parton’s Heartstrings       | Lee             | 1 odc.         |
| 2021      | CSI: Vegas                        | Lindsey Willows | 1 odc.         |
| 2023      | Fantasy Island                    | Gwen            | 1 odc.         |